# Mont Peney
Le mont Peney est un sommet des Bauges culminant à 1 356 m d'altitude, au sud-est du Nivolet et au nord-est de Chambéry en Savoie. Il est situé sur la commune de Saint-Jean-d'Arvey.

## Géographie
Sa face sud est une falaise aux parois calcaires (urgonien) d'environ 200 mètres, plus épaisse au niveau du sommet (360 m) car il se trouve au-dessus d'un chevauchement local. En dessous, les roches du Hauterivien et les calcaires du Fontanil sont entièrement recouverts par des éboulis et les moraines glaciaires.
Sa face nord/nord-est, pour sa part, constitue un plateau couvert de forêt et de champs arborés. La Leysse passe à son pied, à travers la chute de la Doria.
Les roches du mont Peney se sont formées entre le Trias et le Crétacé par sédimentation calcaire et argileuse au fond de la Téthys alpine il y a plus de 65 millions d'années (Ma). La région sort alors une première fois de l'eau et les calcaires de l'urgonien sont soumis à une érosion karstique. De 37 à 23 Ma, elle est à nouveau sous les eaux et les zones creuses sont comblées par des argiles rouges contenant des nodules ferrugineux. Finalement, la montagne se forme il y a 7 Ma sous l'effet de l'orogenèse alpine.

## Histoire
La falaise sud comporte des grottes dans lesquelles des restes de silex et un squelette humain du Néolithique ont d'ailleurs été retrouvés, tout comme des peintures rupestres datant de l'âge du bronze laissant témoigner d'une présence humaine ancienne dans cette partie des Bauges.
À l'époque historique, les nodules ont été exploités pour en extraire le fer dans des bas fourneaux, profitant de l'abondance de bois fourni par la forêt. 500 m3 de scories ont pu être localisés dans les bois, notamment le long du GR 96, ce qui correspond à 175 tonnes de loupes de fer. Pesant 100 kilos chacune, elles étaient traînées sur des luges (orsets) jusqu'au fond de la vallée au martinet de la Crouëtte pour être forgées en objets utiles. Situé dans les gorges de la Leysse a une altitude de 560 m, le martinet était actionné par les eaux de la rivière et est mentionné dans des textes datant de 1692 et 1749.
Pour la réduction du minerai de fer, il a été nécessaire de produire une grande quantité de charbon de bois. Cela s'est fait dans des charbonnières dont les plus récentes datent du début des années 1940. Celles-ci ont également servi à alimenter des fours à chaux artisanaux dont 35 ont pu être localisés. La production de chaux a été abandonnée après l'ouverture de l’usine du bout du monde en 1902.

## Activités
Très convoité pour ses randonnées, l'on peut y faire de la via ferrata, pour se rendre par exemple aux grottes ou au Nivolet.